# فیلترشکن

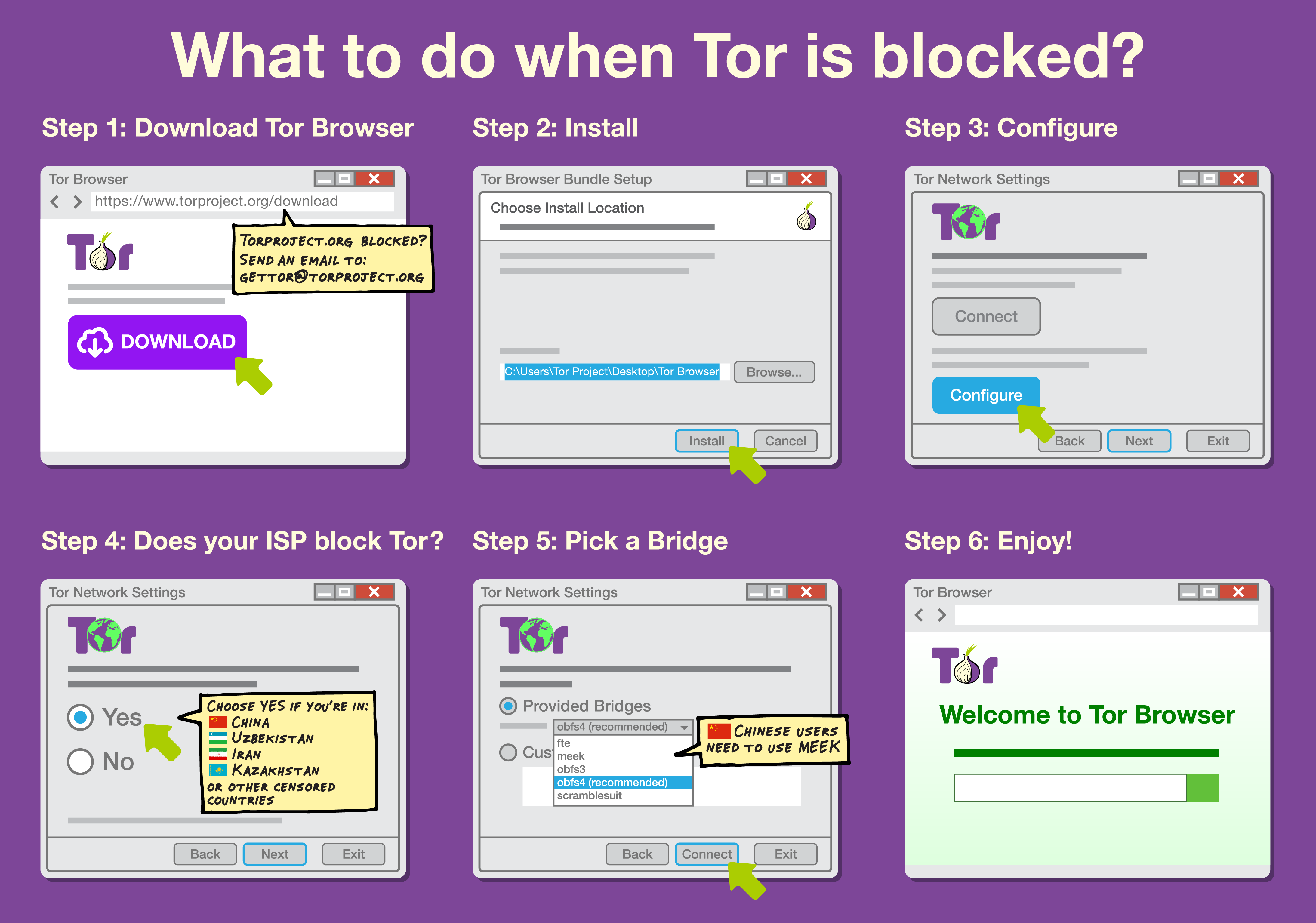
راهنمای پل‌های تور

فیلترشکن (انگلیسی: Internet censorship circumvention؛ دور زدن سانسور اینترنت) در اصطلاح عامیانه، به مجموعه‌ای از روش‌ها و نرم‌افزارهای مختلف گفته می‌شود که برای عبور از سانسور اینترنت از آن استفاده می‌کنند. برای دور زدن سانسور اینترنت از تکنیک‌ها و روش‌های مختلفی استفاده می‌شود و سهولت استفاده، سرعت، امنیت و خطرات متفاوتی دارند. برخی از روش‌ها، مانند استفاده از سرورهای دی‌ان‌اس جایگزین، با استفاده از آدرس جایگزین یا سیستم جستجوی آدرس برای دسترسی به سایت، از مسدود شدن جلوگیری می‌کنند.

## روش‌ها
شرکت‌های اینترنت ماهواره‌ای مثل استارلینک، ایریدیوم کامیونیکیشنز، اوترنت
سامانه تور پیاده‌سازی از روش مسیریابی پیازی است که در آن اطلاعات رمزنگاری می‌شوند و از داخل شبکه‌ای از سامانه‌ها که به وسیلهٔ کاربران داوطلب در نقاط مختلف جهان راه‌اندازی شده‌است، عبور داده می‌شوند.
با استفاده از VPN (وی پی ان) - شبکهٔ خصوصی مجازی- کاربرانی که در شرایط سانسور اینترنت هستند می‌توانند با یک اتصال امن به اینترنت کشور دیگری که محدودیت‌های فیلترینگ را ندارد از آن عبور کنند. تفاوت وی پی ان و پروکسی در این است که پروکسی از طریق یک واسطه در کشور خارجی به اینترنت وصل می‌شود و در وی پی ان داده‌هایی که تبادل می‌شوند رمزنگاری می‌شوند.
دروازه InterPlanetaryFileSystem IPFS: سیستم پرونده بین سیاره ای را می‌توان برای گذر از سانسور اینترنت استفاده کرد.
زنجیره بلوکی یا زنجیره بستکی "blockchain بلاک چین": سیستم نام دامنه فناوری بلاکچین و دفتر کل توزیع‌شده
پروتکل تونل‌زنی:سایت‌ها را می‌شود از سانسور مخفی و ناخوانا کرد از طریق پوسته ایمن secure shell پروتکل تونل‌زنی یا تونل SSH
کش وب، آینه: حافظه نهان وب مثل حافظه پنهان موتور جستجو، دامنهٔ صوری(دی‌ان‌اس بر روی پروتکل انتقال ابرمتن)، وبگاه آینه‌ای
آرشیو نسخه‌های وبسایت دیجیتال مانند وی‌بک ماشین و archive.is برای کنار گذاشتن از سانسور استفاده می‌شود.
همچنین نرم‌افزارهای دارک نت، داک‌داک‌گو، زیرونت، فرینت، نکست‌کلاود، پروژه اینترنت مخفی، بیت‌تورنت.

## دریافت از طریق ایمیل
برای دریافت لینک های دانلود فیلترشکن های رایگان (و مطمئن)، کافی است، یک ایمیل خالی به آدرس beshkan@tavaana.org ارسال کنید تا فهرست فیلترشکن های رایگان برای ویندوز، اندروید و آی او اس را برای ایمیلتان، ارسال کند. به همراه هر لینک، یک لینک جداگانه از دستورالعمل نحوه استفاده از فیلترشکن را هم ضمیمه کرده است. همچنین ویدیو آموزشی را هم ضمیمه کرده است. وبسایت توانا از طریق دولت آمریکا بودجه می‌گیرد و سایت مطمئنی است.

## نرم‌افزارها
| نام                    | نوع                 | توسعه‌دهنده                        | هزینه         | وبگاه                           | توضیحات                                                                   |
| ---------------------- | ------------------- | --------------------------------- | ------------- | ------------------------------- | ------------------------------------------------------------------------- |
| الکاسر                 | پروکسی HTTP         | روزنامه‌نگار یمنی، Walid al-Saqaf  | رایگان        | www.alkasir.com                 |                                                                           |
| Anonymizer             | پروکسی HTTP         | Anonymizer, Inc.                  | پولی          | www.anonymizer.com/             |                                                                           |
| CGIProxy               | پروکسی HTTP         | James Marshall                    | رایگان        | www.jmarshall.com/              |                                                                           |
| Flash proxy            | پروکسی HTTP         | دانشگاه استنفورد                  | رایگان        | crypto.stanford.edu/flashproxy/ |                                                                           |
| فری‌گیت                 | پروکسی HTTP         | Dynamic Internet Technology, Inc. | رایگان        | www.dit-inc.us                  | از تعدادی پراکسی باز برای ایجاد دسترسی به وب‌سایت‌های فیلترشده‌استفاده می‌کند |
| freenet                | peer-to-peer        | Ian Clarke                        | رایگان        | freenetproject.org              |                                                                           |
| پروژه اینترنت مخفی     | re-routing          | I2P Project                       | رایگان        | geti2p.net                      |                                                                           |
| Java Anon Proxy        | re-routing (fixed)  | Jondos GmbH                       | رایگان و پولی | anonymous-proxy-servers.net     |                                                                           |
| سایفون                 | پروکسی CGI          | Psiphon, Inc.                     | رایگان        | psiphon.ca                      |                                                                           |
| Proxify                | پروکسی HTTP         | UpsideOut, Inc.                   | رایگان و پولی | proxify.com/                    | سرویس رمز شده و عمومی تحت وب                                              |
| StupidCensorship       | پروکسی HTTP         | Peacefire                         | رایگان        | stupidcensorship.com/           | سرویس رمز شده و عمومی تحت وب                                              |
| تور (سامانه نرم‌افزاری) | re-routing (تصادفی) | The Tor Project                   | رایگان        | www.torproject.org              | اخبار مرتبط در ویکی‌خبر : German police seize Tor anonymity servers        |
| التراسرف               | پروکسی HTTP         | Ultrareach Internet Corporation   | رایگان        | www.ultrasurf.us/               |                                                                           |
| لنترن                  | همتا به همتا        | brave new software                | رایگان        | getlantern.org/                 | irandownloads@getlantern.org                                              |
|                        |                     |                                   |               |                                 |                                                                           |

## پروتکل ها
| نوع        | سرعت      | سرور                  | تبلیغات                               | نسخه رایگان                 | پورت           |
| ---------- | --------- | --------------------- | ------------------------------------- | --------------------------- | -------------- |
| SSH        | 100GB     | VPS,VDS               | خیر                                   | توسط مالک                   | شخصی سازی      |
| V2ray      | شخصی سازی | VPS,VDS,CF            | بله در YouTube                        | توسط مالک                   | شخصی سازی      |
| OpenVPN    | 10GB      | VPS,VDS, VPSH,RDP,TOR | خیر                                   | توسط مالک                   | شخصی سازی      |
| Octohide   | 1GB       | VPS                   | بله در YouTube                        | مدت دار                     | 443            |
| Outline    | 100GB     | VPS,VDS,RDP           | بله در YouTube                        | توسط مالک                   | شخصی سازی      |
| Express    | 1GB       | VPS                   | بله در YouTube                        | مدت دار                     | 443,80,444     |
| Google RDP | 1TB       | Private Network       | هرگونه تبلیغات شکایت توسط گوگل از شما | خیر (خریداری توسط گوگل pay) | اختصاصی عدد 01 |
| Cloudflare | 50GB      | VLESS (v2ray)         | بله از همه پلتفرم                     | کاملا رایگان                |                |

## خطر احتمالی استفاده
برخی از روش‌ها و نرم‌افزارهایی که برای عبور از فیلترینگ و سانسور اینترنت وجود دارند قابل اعتماد هستند، و تعداد زیادی از آن‌ها را می‌توان بدون نگرانی استفاده کرد. اما در این بین برخی از نرم‌افزارهای با امنیت کم، ممکن است خطراتی برای کاربران استفاده‌کننده در پی داشته باشند. برای مطمئن‌شدن از امنیت آن‌ها می‌توان از شرکت یا فرد تولیدکننده فیلترشکن و نرم‌افزار مورد استفاده، گواهی‌های امنیتی و رمزنگاری مورد استفاده را درخواست کنید. بعضی فیلترشکن‌ها ممکن است حاوی بدافزار، ردیابی کاربران، دسترسی شرکت‌های شخص ثالث به داده‌های کاربران، دزدی پهنای باند، ربودن مرورگر و نشت داده هستند که ممکن است از جمله این خطرات می‌باشند.
مجله آنلاین TechCrunch اولین مرجعی بود که متوجه پاک شدن Onavo از گوگل‌پلی شده بود. در حال حاضر این برنامه بر روی دستگاه کاربران فعلی به حیات خود ادامه می‌دهد؛ اما انتظار می‌رود در طول زمان به کلی تعطیل شود.
در پاسخ به وبسایت Gizmodo برای شفاف سازی بیشتر این مسئله یکی از سخن گویان شرکت فیسبوک اعلام داشت: ” تحقیقات بازاری به تولید محصولات بهتر برای مشتریان کمک می‌کند. در حال حاضر سعی بر روی پیاده‌سازی یک مدل تحقیقاتی پاداش محور هستیم که به این معناست که برنامه Onavo به زودی تعطیل خواهد شد. ”
مانند هر سرویس VPN دیگری، Onavo Protect به وسیله تغییر مسیر فعالیت وبگردی کاربران در یک سرور شخص ثالث، آدرس IP و موقعیت مکانی آنها را از دید ردیاب‌ها مخفی نگه می‌دارد. کاربران ممکن است از این طریق اطلاعات شخصی خود را از شرکتی مانند Camcast دور نگه داشته باشند، اما این را فراموش کرده‌اند که در مقابل، دسترسی اختصاصی به فعالیت‌های وبگردی خود را به یکی از بزرگ‌ترین (و بدنام‌ترین) شرکت‌های فناوری داده محور سپرده‌اند.
به‌طور کلی، اکثر VPNهای رایگان ایمن نیستند. بسیاری از این سرویس‌ها سطح حفاظت محدودی فراهم می‌کنند و بعضی حتی ممکن است به اطلاعات یا امنیت سایبری فرد آسیب برسانند.
سال ۲۰۲۱ ادوارد اسنودن در یک بیانیه نسبت به ناامنی استفاده از اکسپرس وی پی ان هشدار داد.

## ابزار غیر اینترنت
- اسنیکرنت[۳۱]
- Datacasting